# Лама (рід)
Ла́ма (Lama) — рід парнокопитних тварин родини Верблюдові.
На відміну від верблюдів не мають горба. Розміри порівняно невеликі: довжина тіла до 175 см, висота в холці до 100 см, вага до 96 кг. Ноги довгі, тонкі. Шия та вуха довгі, хвіст короткий. Шерсть довга.
У дикому стані зустрічається 2 види — лама (Lama glama), гуанако (Lama guanicoe). Окрім того, існують одомашнені лами. І дикі і домашні лами можуть схрещуватись між собою, даючи при цьому плодовите потомство.
Одомашнені лами дещо більші за дикого родича, вага сягає 110 кг. Забарвлення від чисто білого до чорного, часто плямиста. Лам розводять у Перу та Болівії як гужевих тварин, вони можуть нести по гірських дорогах до 60 кг. Шерсть стрижуть і використовують для виготовлення тканин.